# Almudena Gallardo
Almudena Gallardo Vicente (* 26. März 1979 in Madrid) ist eine spanische Bogenschützin mit dem Recurve-Bogen.
Gallardo wurde in der Saison 1993/94 erstmals in die spanische Auswahl berufen und stellte 1996 als Juniorin einen Welt- und Europarekord im Wettbewerb mit 18 Pfeilen auf, außerdem einen Junioren-Europarekord nach  FITA-Regeln. Sie war 1997 Vizeeuropameisterin der Juniorinnen. Insgesamt gewann sie siebzehn spanische Landesmeisterschaften, davon vier bei den Juniorinnen.
Gallardo nahm – neben ihrem Landsmann Felipe López 2004 – jeweils als einzige Bogenschützin Spaniens an den Olympischen Spielen 2000 in Sydney und 2004 in Athen am Einzelwettbewerb teil. In Sydney schied sie in der ersten Runde aus und wurde als 33. platziert, vier Jahre später erreichte sie die dritte Runde, in der sie gegen Evangelia Psarra mit 160:152 verlor, und wurde damit Dreizehnte. Davor hatte sie in Runde eins Chatuna Narimanidse aus Georgien und in Runde zwei Jasmin Figueroa von den Philippinen besiegt. Bei den Studenten-Weltmeisterschaften 2004 wurde sie Zweite nach einem sechsten Platz 2000 und dem fünften Platz 2002. Sie konnte sich 2006 sowohl bei den Halleneuropameisterschaften in Jaén als auch beim Wettbewerb im Freien in Athen in Szene setzen. In der Halle gelang ihr nach 1998 zum zweiten Mal der Sprung aufs Podest, sie wurde erneut Dritte. Das oberste Treppchen des Siegerpodests gehörte ihr als Europameisterin 2006. Dabei besiegte sie im Finale die Russin Tatjana Borodai mit 101:99. Im Jahr zuvor hatte sie sich bei den Mittelmeerspielen 2005 ebenfalls den Titel in der Einzelkonkurrenz gesichert.
Gallardo wurde 2007 mit der Medalla de Plata  des Real Orden del Mérito Deportivo (Silberne Verdienstmedaille im Sport) des Consejo Superior de Deportes (Spanischer Nationalrat für Sport) ausgezeichnet.